# 蒂辰湖
52°07′17″N 13°37′22″E / 52.121454°N 13.622789°E

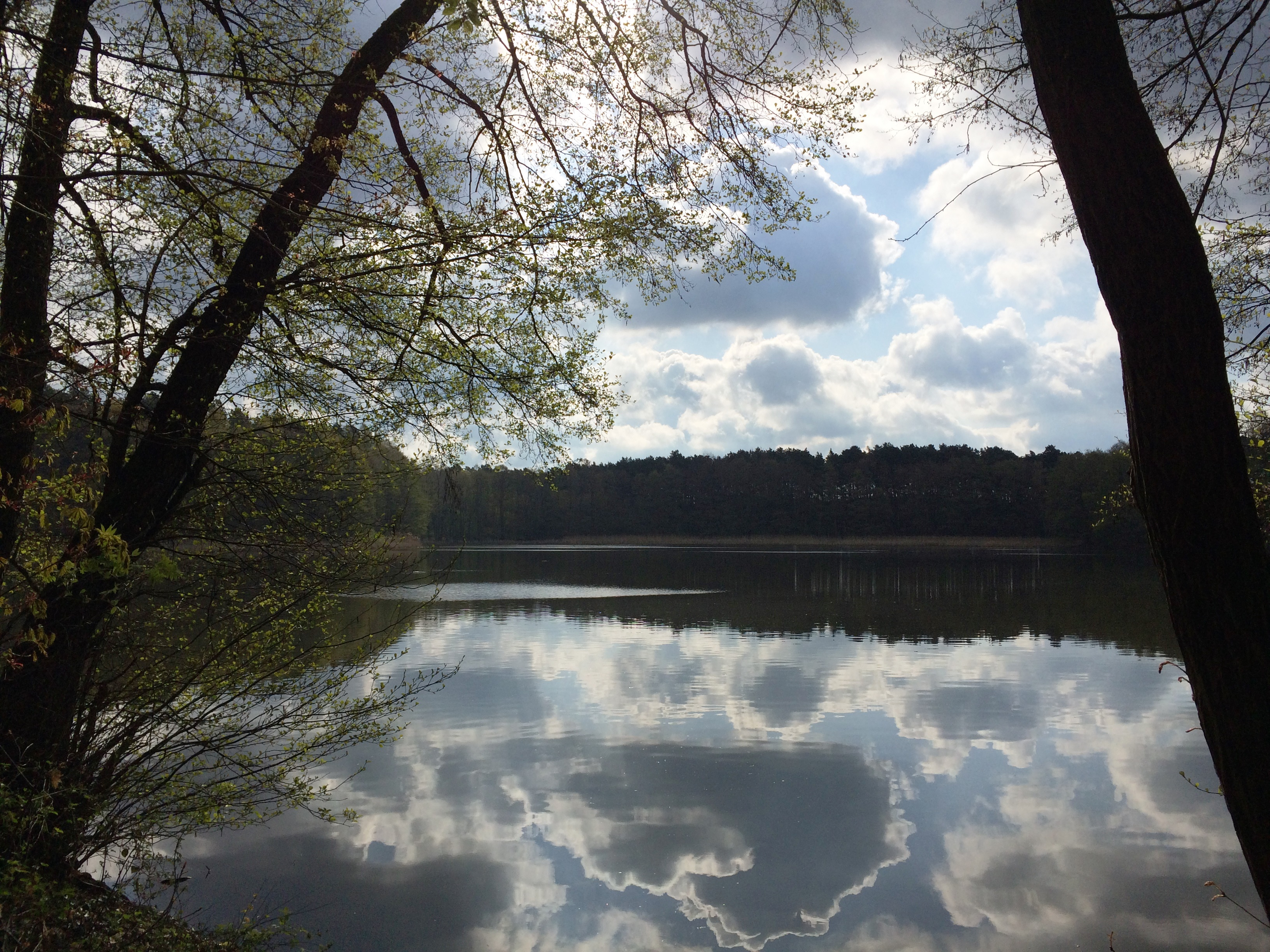

蒂辰湖（德語：Tütschensee），是德國的湖泊，位於該國西南部，由勃蘭登堡州負責管轄，處於達默-施普雷瓦爾德縣，距離首都柏林50公里，長0.5公里、寬0.2公里，海拔高度38米。